# Sweet Thing
Pour plus de détails, voir Fiche technique et Distribution.
Sweet Thing est une comédie dramatique américaine réalisée par Alexandre Rockwell et sortie en 2020.

## Synopsis
New Bedford, Massachusetts. Billie, jeune ado, et son petit frère Nico vivotent dans une famille dysfonctionnelle, entre un père alcoolique (Adam) mais aimant et une mère négligente (Eve). Lors d'un été mouvementé, ils rencontrent Malik, autre jeune adolescent, et décident de fuguer avec lui.

## Fiche technique
- Titre original : Sweet Thing
- Réalisation : Alexandre Rockwell
- Scénario : Alexandre Rockwell
- Photographie : Lasse Tolbøll
- Montage : Alan Wu
- Musique : Agnes Obel, Arvo Pärt, The Atmospheres, Irving Berlin, Brian Eno, Dino Valenti, Michael Askill (en), Lana Rockwell, Miriam Makeba, Sigur Rós, Van Morrison
- Production : Kenan Baysal, Haley Anderson et Louis Anania
- Production exécutive : Will Patton, Jennifer Beals, Sam Rockwell, Damien Newman, Hedy Groth Putegnat et Elaine Walsh
- Sociétés de production : Black Horse Productions et Twisted Holdings
- Société de distribution : Urban Distribution (France)
- Pays de production :  États-Unis
- Langue originale : anglais
- Format : couleur — 16 mm[1]
- Genre : comédie dramatique
- Durée : 91 minutes
- Dates de sortie :
  - Allemagne : 24 février 2020 (Berlinale)
  - Canada : 20 septembre 2020 (Festival de cinéma de la ville de Québec)
  - États-Unis : 8 octobre 2020 (Festival du film de Mill Valley) ; 18 juin 2021 (en salles)
  - France : 1er juillet 2021 (Festival international du film de La Rochelle) ; 21 juillet 2021 (en salles)

## Distribution
- Lana Rockwell : Billie
- Nico Rockwell : Nico
- Jabari Watkins : Malik
- Will Patton : Adam
- Karyn Parsons : Eve
- M. L. Josepher : Beaux
- Steven Randazzo : Owen

## Production
Le film a été financé par le réalisateur Alexandre Rockwell et via une campagne de financement participatif sur Kickstarter.

## Autour du film
À noter que Billie et Nico sont joués par les propres enfants du réalisateur et que le rôle de Eve, la maman, est interprété par Karyn Parsons, épouse à la ville de Alexandre Rockwell.

## Accueil critique
Sur l'agrégateur américain Rotten Tomatoes, il récolte 95 % d'opinions favorables pour 20 critiques. Sur Allociné, il reçoit 3,3/5 sur 13 critiques ; et sur Sens critique, la note de 7.2/10.